# Калинково
Калинково (рос. Калинково) — селище Гвардійського міського округу, Калінінградської області Росії. Входить до складу Славинського сільського поселення.
Населення — 249 осіб (2015 рік).

## Населення
| 2002 | 2010 |
| ---- | ---- |
| 301  | ↘249 |